# Гаргждай
Гаргжда́й (лит. Gargždai, до 1917 года — Горжды) — город на западе Литвы, административный центр староства (сянюнии) в составе самоуправления Клайпедского района в Клайпедском уезде.

## Этимология
Название города выводят из лит. gargždas — «крупный песок, галька».

## География
Расположен на реке Миния (лит. Minija; правый приток Немана), в 18 км от Клайпеды на автомагистрали Вильнюс — Клайпеда. Металлообработка, промышленность стройматериалов.

## История
Старинное поселение поминается уже с 1253 года. В 1534 — 1540 годах был построен первый деревянный костёл. В 1792 году, в период Курляндского герцогства, Гаргждай получил городские права от Речи Посполитой. 
После включения Курляндии в 1795 году в Российскую империю Гаргждай был передан во владение графа Игельстрома. В этот период город записывался как «Горжды» и относился к Тельшевского уезду Ковенской губернии. 
В период между двумя мировыми войнами Гаргждай был волостным центром Кретингского уезда.
24 июня 1941 года в Гаргждай (через 2 дня после нападения Германии на СССР) произошла первая акция массового убийства евреев в Литве, погиб 201 человек.
В Литовской ССР с 15 мая 1958 года до 1965 года посёлок городского типа, затем город. В советские годы были открыты комбинат строительных материалов и предприятие по обработке металла «Паюрис».

## Население
| 1959    | 1970    | 1979    | 1989    | 2001    | 2001    | 2002    | 2003    | 2004    | 2005    | 2005    | 2006    |
| ------- | ------- | ------- | ------- | ------- | ------- | ------- | ------- | ------- | ------- | ------- | ------- |
| 1524    | ↗6414   | ↗10 019 | ↗13 363 | ↗15 194 | ↗15 212 | ↘15 155 | ↘15 147 | ↘15 105 | ↗15 510 | ↘15 054 | ↗15 659 |
| 2006    | 2007    | 2007    | 2008    | 2008    | 2009    | 2009    | 2010    | 2010    | 2011    | 2011    | 2012    |
| ↘14 942 | ↗15 041 | ↗15 895 | ↘15 062 | ↗16 087 | ↘15 194 | ↗16 307 | ↘15 225 | ↗16 461 | ↘15 020 | ↗15 021 | ↘14 980 |
| 2013    | 2014    | 2015    | 2016    | 2017    | 2018    | 2019    | 2020    | 2021    | 2022    | 2023    |         |
| ↘14 945 | ↘14 937 | ↗14 963 | ↘14 822 | ↘14 396 | ↘13 877 | ↗14 449 | ↘14 394 | ↗15 065 | ↗15 072 | ↗15 932 |         |

В 1990 году насчитывалось 13, 7 тыс. жителей, в 2005 — 15 510, в 2007 — 15 894.

## Герб
Герб городу был дан в 1792 и изображал меч, лежащий в лавровом венке на красном геральдическом щите. После попытки восстановления герба в 1970 возрождён в 1989 и официально утверждён в 1997.

## Города-побратимы
- Илава, Польша